# デンジャー (SANABAGUN.のアルバム)
『デンジャー』は、CONNECTONEより2016年7月8日に発売された
SANABAGUN.の1枚目のフル・アルバム

## 解説
収録曲である「Mammy Mammy」は、ボーカルである高岩遼が母への愛を込めて唄った曲であり、「メジャーは危ない」は、ラップ担当の岩間俊樹がメジャーデビューしたことで生じた葛藤を綴る曲となっている。既にライブで披露された。
本作のテーマは「より自由により音楽的に」として用いられている。

## 収録曲
1. SANABAGUN. Theme
2. BED
3. 板ガムーブメント
4. P.O.P.E
5. Mammy Mammy
6. ア・フォギー・デイ
7. メジャーは危ない